# Septembre 1915

## Événements
- Les ports du Cameroun, colonie allemande (Douala, Victoria, Buéa) tombent aux mains des Alliés. Les troupes allemandes de l’intérieur résistent.
- Wilson autorise les prêts aux gouvernements belligérants. En avril 1917, l’Allemagne a pu emprunter 27 millions de dollars et l’Entente plus de 2 milliards.
- 5 - 6 septembre : Conférence socialiste de Zimmerwald (Suisse), de dirigeants socialistes de onze pays européens (Léon Trotsky et Lénine, bolcheviks et mencheviks) : Manifeste pour la paix. Lénine et Zinoriev préconisent la transformation de la guerre impérialiste en guerre civile révolutionnaire.

- 6 septembre : traité secret entre la Bulgarie et les Empires centraux selon lequel la Bulgarie obtiendrait la Macédoine et un débouché sur l’Adriatique si elle déclare la guerre à la Serbie et à l’Entente.

- 8 septembre : 
  - publication du programme du Bloc progressiste en Russie.
  - le tsar Nicolas II prend le commandement suprême de l'armée russe. Il succède à son cousin le grand duc Nicolas Nikolaïevitch[1].

- 16 septembre[2] : traité entre Haïti et les États-Unis, qui prennent le contrôle des droits de douane du pays jusqu’en 1934.

- 19 septembre : l'armée allemande s'empare de Vilnius[3].

- 25 septembre : 
  - Seconde bataille de Champagne, l'une des trois grandes offensives franco-britanniques lancées simultanément sur le front occidental. Le 29 l'attaque générale est arrêtée, après la mort de 138 576 soldats.

- 28 septembre : en Mésopotamie, les Britanniques enlèvent Kout-el-Amar après de violents combats contre les Turcs.

## Naissances
- 1er septembre : Émile Masson, coureur cycliste belge († 2 janvier 2011).
- 3 septembre : Américo Paredes, écrivain américain († 5 mai 1999).
- 8 septembre : Frank Cady, acteur américain († 8 juin 2012).
- 14 septembre :
  - John Dobson, astronome amateur et vulgarisateur américain en astronomie († 15 janvier 2014).
  - Douglas Kennedy, acteur américain († 10 août 1973).
  - Karel Kuhn,  basketteur tchécoslovaque († non renseignée).
  - Raymond Lelièvre, journaliste et éditeur français († 2 février 1967).
  - Gösta Schwarck, compositeur et homme d'affaires danois († 11 mars 2012).
- 15 septembre : Viko (Victor Konsens dit), peintre, illustrateur et lithographe français († 14 octobre 1998).
- 28 septembre : Ethel Rosenberg, espionne américaine exécutée († 19 juin 1953).

## Décès
- 10 septembre : Charles-Eugène Boucher de Boucherville, premier ministre du Québec.
- 11 septembre : William Van Horne, homme d'affaires.
- 15 septembre : Alfred Agache, peintre français (° 29 août 1843).